# Julius Randle
Julius Deion Randle (Dallas, 29 novembre 1994) è un cestista statunitense, che gioca come ala grande nei Minnesota Timberwolves.
Nel 2012 ha vinto la medaglia d'oro nei Campionati americani Under-18; nel corso della sua carriera ha giocato per i Los Angeles Lakers, New Orleans Pelicans e infine New York Knicks.

## Caratteristiche tecniche
Di ruolo ala grande, mancino, Randle è un giocatore completo nella metacampo offensiva, dove possiede le armi migliori del suo repertorio, il semigancio e il rilascio del pallone, mentre soffre di più in quella difensiva. Per il suo modo di giocare è stato accostato a Zach Randolph e Chris Bosh.

## Carriera

### High school
Ha giocato a livello di high school alla Prestonwood Christian Academy di Plano (Texas), vincendo il titolo statale in 3 stagioni consecutive. Nel 2013 è stato selezionato per il McDonald's All-American Game, ed è stato eletto come migliore ala grande a livello collegiale.

### College
Terminata l'esperienza liceale, passò ai Wildcats dell'Università del Kentucky, con cui disputò il campionato NCAA. Vi rimase per un anno dopo il quale si dichiarò eleggibile per il Draft NBA del 2014.

### NBA

#### Los Angeles Lakers (2014-2018)
Venne selezionato come settima scelta nel Draft da parte dei Los Angeles Lakers.
Il 28 ottobre 2014, al debutto in NBA con i Lakers, si fratturò la tibia destra, subendo così un infortunio che lo costrinse a saltare tutto il resto della stagione 2014-2015.
Nella stagione 2015-2016 partì in quintetto titolare e nella partita persa con i Dallas Mavericks realizzò 22 punti con 15 rimbalzi. Julius giocò una buona stagione, tanto che venne elogiato da Dirk Nowitzki e il suo compagno di squadra Kobe Bryant, che lo paragonò a Lamar Odom.
Randle concluse la stagione con 11,3 punti di media a partita, realizzando il 71,5% dei tiri dalla lunetta e il 42,9% di tiri dal campo; giocò inoltre 60 partite da titolare. Nonostante le prestazioni convincenti, i Lakers conclusero la stagione col peggior record della loro storia di 17 vittorie e 65 sconfitte.
Nella stagione 2016-17 i Los Angeles Lakers, dopo il ritiro di Kobe Bryant, esonerarono Byron Scott, reduce da 2 stagioni fallimentari; al suo posto venne ingaggiato Luke Walton.
Le prestazioni della squadra migliorarono grazie agli acquisti estivi Timofej Mozgov e Luol Deng. Randle tenne di media 13,2 punti a partita in 74 partite giocate (di cui 73 in quintetto base), e realizzò anche una tripla-doppia:  il 4 gennaio 2017, nella partita che i Lakers vinsero per 116-102 contro i Memphis Grizzlies, mise a referto 19 punti, 11 assist e 14 rimbalzi. Nonostante un inizio positivo, alla fine della stagione i Lakers arrivarono penultimi a ovest, con un record di 26 vittorie e 56 sconfitte. Il 16 marzo, durante la gara contro gli Houston Rockets, realizzò il suo massimo in carriera fino ad allora con 32 punti.
Iniziò la stagione 2017-18 come riserva, subentrando a Larry Nance Jr; il 29 dicembre tornò titolare mentre il 31 dicembre Randle realizzò il suo massimo stagionale con 29 punti e 15 rimbalzi nella gara persa per 148-142 contro gli Houston Rockets. L'11 marzo 2018, nella partita vinta per 127-113 sui Cleveland Cavaliers, segnò 36 punti, nuovo massimo in carriera, con 14 rimbalzi e sette assist. Randle concluse la stagione con una media di 18,6 punti, 9,1 rimbalzi e 3,1 assist. Il 2 luglio 2018 i Lakers rinunciarono ai diritti sul giocatore, rendendolo unrestricted free agent.

#### New Orleans Pelicans (2018 - 2019)
Il 3 luglio 2018 firmò un contratto biennale con i New Orleans Pelicans. La sera del 20 novembre realizzò una tripla doppia da 21 punti, 14 rimbalzi e 10 assist nel successo per 140-126 contro i San Antonio Spurs. Nel febbraio 2019 Anthony Davis venne messo ai margini della rotazione per questioni di mercato; questo diede spazio a Randle, che realizzò una media di 24,7 punti in quel mese. Nonostante un ottimo finale di stagione e una media di 21,4 punti e 8,7 rimbalzi, i Pelicans non riuscirono a qualificarsi ai play-off.

#### New York Knicks (2019 - 2024)
Il 10 luglio 2019 firmò con i New York Knicks un contratto da tre anni. Il 16 febbraio 2021 Randle segnò il suo nuovo massimo in carriera con 44 punti e un record di sette triple nella gara contro gli Atlanta Hawks vinta per 123-112. Il 23 febbraio Randle venne nominato riserva per l'NBA All-Star Game del 2021. Il 16 aprile Randle pareggiò il suo record stagionale di 44 punti, registrando anche 10 rimbalzi e 7 assist e portando i Knicks alla vittoria per 117-109 sui Dallas Mavericks. Dopo la fine della stagione regolare Randle venne nominato Most Improved Player e inserito nel quintetto All-NBA Second Team. Il 27 agosto 2021 I Knicks estesero il suo contratto portandolo a quattro anni.

### Nazionale
Nel 2012 è stato selezionato dal coach Billy Donovan in Nazionale Under-18, per disputare i Campionati americani 2012 di categoria, poi vinti dalla squadra statunitense.

## Statistiche
| * | Primo nella lega |

### NCAA
| Anno      | Squadra           | PG | PT | MP   | TC%  | 3P%  | TL%  | RP   | AP  | PRP | SP  | PP   |
| --------- | ----------------- | -- | -- | ---- | ---- | ---- | ---- | ---- | --- | --- | --- | ---- |
| 2013-2014 | Kentucky Wildcats | 40 | 40 | 30,8 | 50,1 | 16,7 | 70,6 | 10,4 | 1,4 | 0,5 | 0,8 | 15,0 |
| Carriera  | Carriera          | 40 | 40 | 30,8 | 50,1 | 16,7 | 70,6 | 10,4 | 1,4 | 0,5 | 0,8 | 15,0 |

#### Massimi in carriera
- Massimo di punti: 29 vs Belmont (21 dicembre 2013)[30]
- Massimo di rimbalzi: 16 vs Louisiana State (14 marzo 2014)
- Massimo di assist: 6 vs Wichita State (23 marzo 2014)
- Massimo di palle rubate: 3 (2 volte)
- Massimo di stoppate: 2 (6 volte)
- Massimo di minuti giocati: 40 vs Arkansas (27 febbraio 2014)

### NBA

#### Regular Season
| Anno      | Squadra            | PG  | PT  | MP    | TC%  | 3P%  | TL%  | RP   | AP  | PRP | SP  | PP   |
| --------- | ------------------ | --- | --- | ----- | ---- | ---- | ---- | ---- | --- | --- | --- | ---- |
| 2014-2015 | L.A. Lakers        | 1   | 0   | 14,0  | 33,3 | -    | 0,0  | 0,0  | 0,0 | 0,0 | 0,0 | 2,0  |
| 2015-2016 | L.A. Lakers        | 81  | 60  | 28,2  | 42,9 | 27,8 | 71,5 | 10,2 | 1,8 | 0,7 | 0,4 | 11,3 |
| 2016-2017 | L.A. Lakers        | 74  | 73  | 28,8  | 48,7 | 27,0 | 72,3 | 8,6  | 3,6 | 0,7 | 0,5 | 13,2 |
| 2017-2018 | L.A. Lakers        | 82  | 49  | 26,7  | 55,8 | 22,2 | 71,8 | 8,0  | 2,6 | 0,5 | 0,5 | 16,1 |
| 2018-2019 | N.O. Pelicans      | 73  | 49  | 30,6  | 52,4 | 34,4 | 73,1 | 8,7  | 3,1 | 0,7 | 0,6 | 21,4 |
| 2019-2020 | N.Y. Knicks        | 64  | 64  | 32,5  | 46,0 | 27,7 | 73,3 | 9,7  | 3,1 | 0,8 | 0,3 | 19,5 |
| 2020-2021 | N.Y. Knicks        | 71  | 71  | 37,6* | 45,6 | 41,1 | 81,1 | 10,2 | 6,0 | 0,9 | 0,3 | 24,1 |
| 2021-2022 | N.Y. Knicks        | 72  | 72  | 35,3  | 41,1 | 30,8 | 75,6 | 9,9  | 5,1 | 0,7 | 0,5 | 20,1 |
| 2022-2023 | N.Y. Knicks        | 77  | 77  | 35,5  | 45,9 | 34,3 | 75,7 | 10,0 | 4,1 | 0,6 | 0,3 | 25,1 |
| 2023-2024 | N.Y. Knicks        | 46  | 46  | 35,4  | 47,2 | 31,1 | 78,1 | 9,2  | 5,0 | 0,5 | 0,3 | 24,0 |
| 2024-2025 | Minnesota T'wolves | 69  | 69  | 32,3  | 48,5 | 34,4 | 80,6 | 7,1  | 4,7 | 0,7 | 0,2 | 18,7 |
| Carriera  | Carriera           | 710 | 630 | 32,0  | 47,1 | 33,4 | 75,3 | 9,1  | 3,8 | 0,7 | 0,4 | 19,0 |
| All-Star  | All-Star           | 2   | 0   | 16,3  | 58,3 | 20,0 | -    | 2,0  | 2,0 | 0,5 | 0,0 | 7,5  |

#### Play-off
| Anno     | Squadra            | PG | PT | MP   | TC%  | 3P%  | TL%  | RP   | AP  | PRP | SP  | PP   |
| -------- | ------------------ | -- | -- | ---- | ---- | ---- | ---- | ---- | --- | --- | --- | ---- |
| 2021     | N.Y. Knicks        | 5  | 5  | 36,0 | 29,8 | 33,3 | 85,2 | 11,6 | 4,0 | 0,6 | 0,0 | 18,0 |
| 2023     | N.Y. Knicks        | 10 | 10 | 33,0 | 37,4 | 25,8 | 70,9 | 8,3  | 3,6 | 0,5 | 0,3 | 16,6 |
| 2025     | Minnesota T'wolves | 15 | 15 | 35,5 | 50,2 | 38,5 | 88,0 | 5,9  | 4,9 | 0,8 | 0,1 | 21,7 |
| Carriera | Carriera           | 30 | 30 | 34,8 | 42,1 | 32,8 | 81,5 | 7,6  | 4,3 | 0,7 | 0,2 | 19,4 |

#### Massimi in carriera
- Massimo di punti: 57 vs Minnesota Timberwolves (20 marzo 2023)[31]
- Massimo di rimbalzi: 20 (2 volte)
- Massimo di assist: 17 vs Orlando Magic (18 marzo 2021)
- Massimo di palle rubate: 5 (2 volte)
- Massimo di stoppate: 5 vs Charlotte Hornets (20 dicembre 2016)
- Massimo di minuti giocati: 47 vs New Orleans Pelicans (18 aprile 2021)

## Palmarès

### College
- NCAA AP All-America Third Team (2014)

### NBA
- NBA Most Improved Player Award (2021)
- All-NBA Team: 2

Second Team: 2021
Third Team: 2023
- NBA All-Star Game: 3

2021, 2023, 2024

## Record
- Primo giocatore nella storia dei New York Knicks ad avere una media di 20 punti, 10 rimbalzi e 5 assist nelle prime sei partite.[32]